# Colette Beaune
Colette Beaune (Chailles, Loir-et-Cher, 1943) é uma historiadora francesa, professora emérita na Universidade de Paris X, em Nanterre.  
Recebeu o Prêmio Gobert em 2012.

## Obra
Suas pesquisas são dedicadas, sobretudo, à história política e das mulheres no fim da Idade Média. É considerada uma das maiores especialistas em Joana d'Arc. Entre seus principais livros encontramos: 
- La Naissance de la Nation France. Paris: Gallimard, 1985;
- Jeanne d'Arc. Paris: Perrin, 2004;
- Jeanne d'Arc, vérités et légendes. Paris: Perrin 2008 (Joana d'Arc: Verdades e Lendas. Rio de Janeiro, Cassará, 2012.);
- Le Grand Ferré: premier héros paysan, Perrin 2013;

## Prêmios
Recebeu do Senado da República Francesa o Prix du Sénat du Livre d'Histoire por Jeanne d'Arc(Perrin, 2004). Em 2012, foi distinguida pela Academia Frances com o Prêmio Gobert pelo conjunto da sua obra.

## Polêmica
Em meados do anos de 2007 o canal francês Arte filmou várias entrevistas com renomados historiadores franceses para o documentário Vraie Jeanne, fausse Jeanne, com direção de Martin Meissonier. Aproximadamente um ano após as gravações os historiadores entrevistados descobriram que o documentário baseava-se nas teorias sensacionalistas defendidas pelo jornalista Marcel Gay e por Roger Senzig, no livro L'Affaire Jeanne d'Arc  o que era ignorado pelos historiadores entrevistados. Em resposta ao documentário e com o intuito de esclarecer uma série lendas que são veiculadas sobre Joana d'Arc escreveu o livro Joana d'Arc: verdades e lendas em 2008. .